# 華僑崇聖大學
華僑崇聖大學（英文縮寫為[HCU] 错误：{{Lang}}：無法辨識語言標籤 latin（帮助））位於泰國的北欖府之挽披縣的挽差隆區之挽納達公路的18公里處，佔地約140多公頃。它是一間由泰國的華僑經營的慈善機構：「華僑報德善堂」所營運的四年制非营利私立大學。校門為有五道入口的中國式牌樓，橫匾以繁體中文、英文及泰文書寫著：「華僑崇聖大學」。

## 歷史
在1938年，「華僑報德善堂」開設「華僑救護醫院」(又名「華僑助產院」)，兩年後擴大為擁有多科的「華僑醫院」。在1942年，「華僑醫院」開設其附屬的「助產學校」。隨著發展，那間「助產學校」被升格為「華僑學院」，並先後開辦護理學院、社會救濟學院等學科，皆獲泰國政府承認它的學歷與其它國立專上學院擁有同等的地位。在1991年，「華僑報德善堂」的董事長鄭午樓先生發起創建這間大學，得到各界的熱烈回應及支持，其中有56位善長的捐款高達10,000,000泰銖以上，因此塑造了他們或其親屬的半身黃銅雕像，作表揚他們為這所大學的善舉。大學初期只有五個學院，現時發展為有資格授予學士、碩士學位的11個學院約30個系(專業)，並在曼谷市中心增設舉辦進修培訓和學術研討活動的「育社分校」。
- 1942年至1981年：「華僑醫院」附屬「助產學校」；
- 1981年至1991年：「華僑學院」；
- 1992年開始：「華僑崇聖大學」。

## 校名的起源
在1992年5月11日，由泰國的君主：拉瑪九世起名。

## 設備
- 學生約9,000人、教職員約800人。
- 圖書館藏書約170,000冊，其中中文藏書40,000冊。
- 共有十個學院：護理學院、社會福利學院、文學院、企業管理學院、藥理學院、醫學技術學院、物理治療學院、公共衛生及環保學院、中醫學院及研究生院

　　
課程設置：
- 每個專業收生60人。學校設置關於醫療科學、科技、人文、社會科學方面的本科專業課程。
- 醫療科技：中醫學、護理學、藥理學、醫療科技學、物理治療學、公共衛生與環保學等本科專業課程。
- 人文科學：中文、英文、泰文語言文化、中-英雙語、英-泰雙語等本科專業課程。
- 社會科學：社會公益學、法學、新聞傳播學、經濟學、旅遊學、服務業學、*企業管理學、會計學、管理學、市場學、金融學、國際貿易學、工業管理學、企業電腦學等本科專業課程。
- 科技：電腦學、生物工業等本科專業課程。
- 研究生院設置六個碩士班研究生課程：社會管理學、企業管理學、工業管理學、現當代中國文學、鄉村醫療實務學、醫療衛生制度管理學等。

## 現任校長
- 許樹鎮博士

## 入學語言能力要求
- 以英語授課的課程：需美國TOEFL考試達550分以上；或英國/澳大利亞IELTS考試達6.0以上。
- 以泰語授課的課程：需入學考試。

## 外部連結
- 中文官网 （中文）